# Bristoweia
Bristoweia is een geslacht van hooiwagens uit de familie Gonyleptidae.
De wetenschappelijke naam Bristoweia is voor het eerst geldig gepubliceerd door Mello-Leitão in 1924. 

## Soorten
Bristoweia omvat de volgende 2 soorten:
- Bristoweia diamantinae
- Bristoweia zorodes